# Centre correctionnel de Coyote Ridge
Coyote Ridge Corrections Center
Le centre correctionnel de Coyote Ridge (en anglais : Coyote Ridge Corrections Center) est une prison américaine de sécurité moyenne située dans la localité de Connell dans l'État de Washington.
Construite en 1992, c'est la plus grande prison de l'État, avec une capacité de 2 500 places en janvier 2011, et c'est la première prison des États-Unis à obtenir la certification LEED (Leadership in Energy and Environmental Design).